# Sarah Wijnants
Sarah Wijnants (Leuven, 13 oktober 1999) is een Belgische voetbalspeelster die als aanvaller uitkomt voor ACF Fiorentina in de Serie A. Ze was van 2017 tot 2025 actief bij Anderlecht in de Super League. Wijnants speelt ook voor de Red Flames.

## Loopbaan

### Club
Wijnants startte bij de jeugd van Tervuren waar ze tot 2014 bleef. Vanaf het seizoen 2014-15 ging ze naar Standard Luik waar ze in seizoen 2015-16 zowel Landskampioen als kampioen in 1e Nationale werd. Op het einde van seizoen 2016-17 maakte Wijnants de overstap van Standard naar Anderlecht. In 2025 maakte ze, na acht jaar voor Anderlecht uit te zijn gekomen, de overstap naar het Italiaanse ACF Fiorentina.

### Red Flames
Op 26 maart 2014 speelde ze haar eerste wedstrijd voor de Flames -15 tegen Nederland. De wedstrijd werd verloren met 0-6.
Haar eerste wedstrijd voor de Flames -16 was op een tornooi in Magglingen in Zwitserland. Het werd 0-4 tegen Kroatië. Haar laatste wedstrijd speelde ze 1-1 tegen Noorwegen in Castro Verde, Portugal. Dit was 7 mei 2015.
Sinds 6 oktober 2014 kwam ze ook uit voor de Flames -17 op de wedstrijd tegen Letland, deze werd gewonnen met 3-0.  In totaal speelde ze 14 wedstrijden en maakte 3 doelpunten. Haar laatste wedstrijd was op 29 maart 2015 tegen Engeland, die met 2-0 verloren werd.
Sinds 2016 speelde ze 4 wedstrijden voor de Flames -19. Haar eerste wedstrijd was 19 september tegen Ierland. Deze werd met 2-1 gewonnen.
Haar eerste wedstrijd voor de Flames was een vriendschappelijke wedstrijd tegen Frankrijk in Clairefontaine. Wedstrijd werd met 1-2 gewonnen, Wijnants speelde 10 minuten. Aanvankelijk was Wijnants niet opgeroepen voor de wedstrijden van de Cyprus Cup, maar door de blessure van Laura De Neve werd ze in extremis alsnog in de selectie opgenomen.